# Secrets (film, 1924)
Pour les articles homonymes, voir Secrets.
Pour plus de détails, voir Fiche technique et Distribution.
Secrets est un film muet américain, réalisé par Frank Borzage, sorti en 1924.
En 1933, Frank Borzage a filmé une nouvelle version de Secrets, avec Mary Pickford et Leslie Howard dans les principaux rôles.

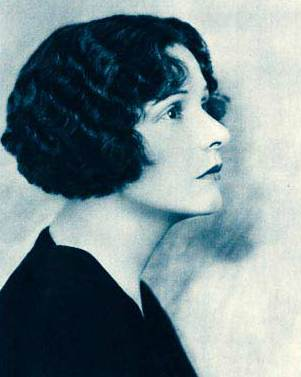
Norma Talmadge en 1924

## Synopsis
Mary Carlton, une vieille dame, s'assoupit alors qu'elle veille John, son mari malade, et rêve de son enfance en Angleterre, sa fugue amoureuse en Amérique avec John, leur vie dans un ranch dans l'Ouest, leur retour en Angleterre, riches et célèbres et son dévouement à son mari infidèle. Elle se réveille et trouve son mari rétabli.

## Fiche technique
- Titre original : Secrets
- Réalisation : Frank Borzage
- Scénario : Frances Marion, d'après la pièce Secrets, a Play in a Prologue, Three Acts and an Epilogue de Rudolf Besier et May Edginton
- Photographie : Tony Gaudio
- Costumes : Clare West
- Producteur : Joseph M. Schenck
- Société de production : Joseph M. Schenck Productions
- Société de distribution : Associated First National Pictures
- Pays d'origine :  États-Unis
- Langue : anglais
- Format : Noir et blanc - 35 mm - 1,37:1 - Muet
- Genre : Drame
- Durée : 108 minutes
- Date de sortie :
  - États-Unis : 24 mars 1924 (première à New-York)

## Distribution
1865
- Norma Talmadge : Mary Marlowe
- Eugene O'Brien : John Carlton
- Patterson Dial : Susan
- Emily Fitzroy : Mme Marlowe
- Claire McDowell : Elizabeth Channing
- George Nichols : William Marlowe

1870
- Norma Talmadge : Mary Carlton
- Eugene O'Brien : John Carlton
- Harvey Clark : Bob
- Charles Ogle : Dr McGovern

1888
- Norma Talmadge : Mary Carlton
- Eugene O'Brien : John Carlton
- Francis Feeney : John Carlton Jr
- Alice Day : Blanche Carlton
- Winston Miller : Robert Carlton
- May Giraci : Audrey Carlton
- Gertrude Astor : Mme Manwaring

1924
- Norma Talmadge : Mary Carlton
- Eugene O'Brien : John Carlton
- Winter Hall : Dr Arbuthnot
- Frank Elliott : Robert Carlton
- George Cowl : John Carlton Jr
- Clarissa Selwynne : Audrey Carlton
- Florence Wix : Lady Lessington

## Autour du film
- Le producteur Joseph M. Schenck était le mari de Norma Talmadge.